# Matteo Berrettini
Matteo Berrettini (ur. 12 kwietnia 1996 w Rzymie) – włoski tenisista, finalista Wimbledonu 2021, reprezentant kraju w Pucharze Davisa.

## Kariera tenisowa
Zawodowym tenisistą Berrettini został w 2015.
W cyklu ATP Tour zwyciężył w dziesięciu singlowych turniejach i dwóch deblowych. Ponadto przegrał sześć finałów w grze pojedynczej i jeden w grze podwójnej.
Najlepszym wynikiem Berrettiniego w Wielkim Szlemie jest finał Wimbledonu 2021. Podczas US Open 2019 jako pierwszy Włoch awansował do wielkoszlemowego półfinału od roku 1977. Za wyniki w 2019 otrzymał nagrodę ATP za największy postęp w sezonie (ATP Most Improved Player of the Year).
Od lutego 2019 reprezentant Włoch w Pucharze Davisa.
W rankingu gry pojedynczej najwyżej był na 6. miejscu (31 stycznia 2022), a w klasyfikacji gry podwójnej na 105. pozycji (22 lipca 2019).

### Finały w turniejach ATP Tour
| Legenda                                      |
| -------------------------------------------- |
| Wielki Szlem                                 |
| Igrzyska olimpijskie                         |
| Tennis Masters Cup / ATP Finals              |
| ATP Masters Series / ATP Tour Masters 1000   |
| ATP International Series Gold / ATP Tour 500 |
| ATP International Series / ATP Tour 250      |

#### Gra pojedyncza (10–6)
| Końcowy wynik | Nr  | Data                 | Turniej           | Nawierzchnia | Przeciwnik              | Wynik finału          |
| ------------- | --- | -------------------- | ----------------- | ------------ | ----------------------- | --------------------- |
| Zwycięzca     | 1.  | 29 lipca 2018        | Gstaad            | Ceglana      | Roberto Bautista-Agut   | 7:6(9), 6:4           |
| Zwycięzca     | 2.  | 28 kwietnia 2019     | Budapeszt         | Ceglana      | Filip Krajinović        | 4:6, 6:3, 6:1         |
| Finalista     | 1.  | 5 maja 2019          | Monachium         | Ceglana      | Cristian Garín          | 1:6, 6:3, 6:7(1)      |
| Zwycięzca     | 3.  | 16 czerwca 2019      | Stuttgart         | Trawiasta    | Félix Auger-Aliassime   | 6:4, 7:6(11)          |
| Zwycięzca     | 4.  | 25 kwietnia 2021     | Belgrad           | Ceglana      | Asłan Karacew           | 6:1, 3:6, 7:6(0)      |
| Finalista     | 2.  | 9 maja 2021          | Madryt            | Ceglana      | Alexander Zverev        | 7:6(8), 4:6, 3:6      |
| Zwycięzca     | 5.  | 20 czerwca 2021      | Londyn            | Trawiasta    | Cameron Norrie          | 6:4, 6:7(5), 6:3      |
| Finalista     | 3.  | 11 lipca 2021        | Wimbledon, Londyn | Trawiasta    | Novak Đoković           | 7:6(4), 4:6, 4:6, 3:6 |
| Zwycięzca     | 6.  | 12 czerwca 2022      | Stuttgart         | Trawiasta    | Andy Murray             | 6:4, 5:7, 6:3         |
| Zwycięzca     | 7.  | 19 czerwca 2022      | Londyn            | Trawiasta    | Filip Krajinović        | 7:5, 6:4              |
| Finalista     | 4.  | 24 lipca 2022        | Gstaad            | Ceglana      | Casper Ruud             | 6:4, 6:7(4), 2:6      |
| Finalista     | 5.  | 23 października 2022 | Neapol            | Twarda       | Lorenzo Musetti         | 6:7(5), 2:6           |
| Zwycięzca     | 8.  | 7 kwietnia 2024      | Marrakesz         | Ceglana      | Roberto Carballés Baena | 7:5, 6:2              |
| Finalista     | 6.  | 16 czerwca 2024      | Stuttgart         | Trawiasta    | Jack Draper             | 6:3, 6:7(5), 4:6      |
| Zwycięzca     | 9.  | 21 lipca 2024        | Gstaad            | Ceglana      | Quentin Halys           | 6:3, 6:1              |
| Zwycięzca     | 10. | 27 lipca 2024        | Kitzbühel         | Ceglana      | Hugo Gaston             | 7:5, 6:3              |

#### Gra podwójna (2–1)
| Końcowy wynik | Nr | Data             | Turniej    | Nawierzchnia  | Partner           | Przeciwnicy                   | Wynik finału   |
| ------------- | -- | ---------------- | ---------- | ------------- | ----------------- | ----------------------------- | -------------- |
| Zwycięzca     | 1. | 29 lipca 2018    | Gstaad     | Ceglana       | Daniele Bracciali | Denys Mołczanow Igor Zelenay  | 7:6(2), 7:6(5) |
| Zwycięzca     | 2. | 23 września 2018 | Petersburg | Twarda (hala) | Fabio Fognini     | Roman Jebavý Matwé Middelkoop | 7:6(6), 7:6(4) |
| Finalista     | 1. | 22 września 2019 | Petersburg | Twarda (hala) | Simone Bolelli    | Divij Sharan Igor Zelenay     | 3:6, 6:3, 8–10 |

#### Osiągnięcia w turniejach Wielkiego Szlema i ATP Tour Masters 1000 (gra pojedyncza)
| Turniej                  | 2017         | 2018         | 2019         | 2020         | 2021         | 2022         | 2023         | 2024         | 2025         | Wygrane turnieje | Bilans w turnieju |
| Wielki Szlem             | Wielki Szlem | Wielki Szlem | Wielki Szlem | Wielki Szlem | Wielki Szlem | Wielki Szlem | Wielki Szlem | Wielki Szlem | Wielki Szlem | Wielki Szlem     | Wielki Szlem      |
| ------------------------ | ------------ | ------------ | ------------ | ------------ | ------------ | ------------ | ------------ | ------------ | ------------ | ---------------- | ----------------- |
| Australian Open          | –            | 1R           | 1R           | 2R           | 4R           | SF           | 1R           | –            | 2R           | 0 / 7            | 10–6              |
| French Open              | –            | 3R           | 2R           | 3R           | QF           | –            | –            | –            |              | 0 / 4            | 8–4               |
| Wimbledon                | –            | 2R           | 4R           | NH           | F            | –            | 4R           | 2R           |              | 0 / 5            | 14–5              |
| US Open                  | Q2           | 1R           | SF           | 4R           | QF           | QF           | 2R           | 2R           |              | 0 / 7            | 18–7              |
| Bilans spotkań           | 0–0          | 3–4          | 9–4          | 6–3          | 16–3         | 9–2          | 4–3          | 2–2          | 1–1          | 0 / 23           | 50–22             |
| ATP Finals               |              |              |              |              |              |              |              |              |              |                  |                   |
| ATP Finals               | –            | –            | RR           | –            | RR           | –            | –            | –            |              | 0 / 2            | 1–3               |
| ATP Tour Masters 1000    |              |              |              |              |              |              |              |              |              |                  |                   |
| Indian Wells             | –            | 2R           | 1R           | NH           | 3R           | 4R           | 2R           | –            | 3R           | 0 / 6            | 4–6               |
| Miami                    | –            | Q1           | 1R           | NH           | –            | –            | 2R           | 1R           |              | 0 / 3            | 0–3               |
| Monte Carlo              | –            | –            | 1R           | NH           | 2R           | –            | 3R           | 1R           |              | 0 / 4            | 2–3               |
| Madryt                   | –            | Q1           | –            | NH           | F            | –            | –            | –            |              | 0 / 1            | 4–1               |
| Rzym                     | 1R           | 2R           | 3R           | QF           | 3R           | –            | –            | –            |              | 0 / 5            | 7–5               |
| Montreal/Toronto         | –            | –            | –            | NH           | –            | 1R           | 2R           | –            |              | 0 / 2            | 1–2               |
| Cincinnati               | –            | –            | 1R           | 3R           | 3R           | 1R           | 1R           | 1R           |              | 0 / 6            | 2–6               |
| Szanghaj                 | –            | Q2           | SF           | NH           | NH           | NH           | –            | 2R           |              | 0 / 2            | 5–2               |
| Paryż                    | –            | –            | 2R           | 2R           | –            | –            | –            | 1R           |              | 0 / 3            | 0–3               |
| Bilans spotkań           | 0–1          | 1–2          | 6–7          | 3–3          | 8–5          | 2–3          | 3–4          | 1–5          | 1–1          | 0 / 32           | 25–31             |
| Ranking na koniec sezonu |              |              |              |              |              |              |              |              |              |                  |                   |
|                          | 135          | 54           | 8            | 10           | 7            | 16           | 92           | 34           |              | N/A              | N/A               |

Legenda
     W, wygrał turniej
     F, przegrał w finale
     SF, przegrał w półfinale
     QF, przegrał w ćwierćfinale
     4R, 3R, 2R, 1R przegrał w IV, III, II, I rundzie
     RR, odpadł w fazie grupowej
     Q#, odpadł w rundzie kwalifikacyjnej
     –, nie startował w turnieju głównym
     NH, turniej nie odbył się